# Obstacle Identification Surface
Le Obstacle Identification Surfaces (Superfici Identificazione Ostacoli, abbreviato OIS) sono quelle superfici immaginarie che devono essere prese in esame, in fase di progettazione, nelle vicinanze di un aerodromo per rilevare la presenza di ostacoli che potrebbero costituire fonte di pericolo per gli aeromobili. Se un ostacolo supera in altezza una di queste superfici, l'ostacolo deve essere abbattuto o, laddove ciò non fosse possibile, segnalato. Esistono superfici di decollo, superfici di avvicinamento, superfici di transizione, superfici orizzontali interne e superfici coniche.

## Segnalazione

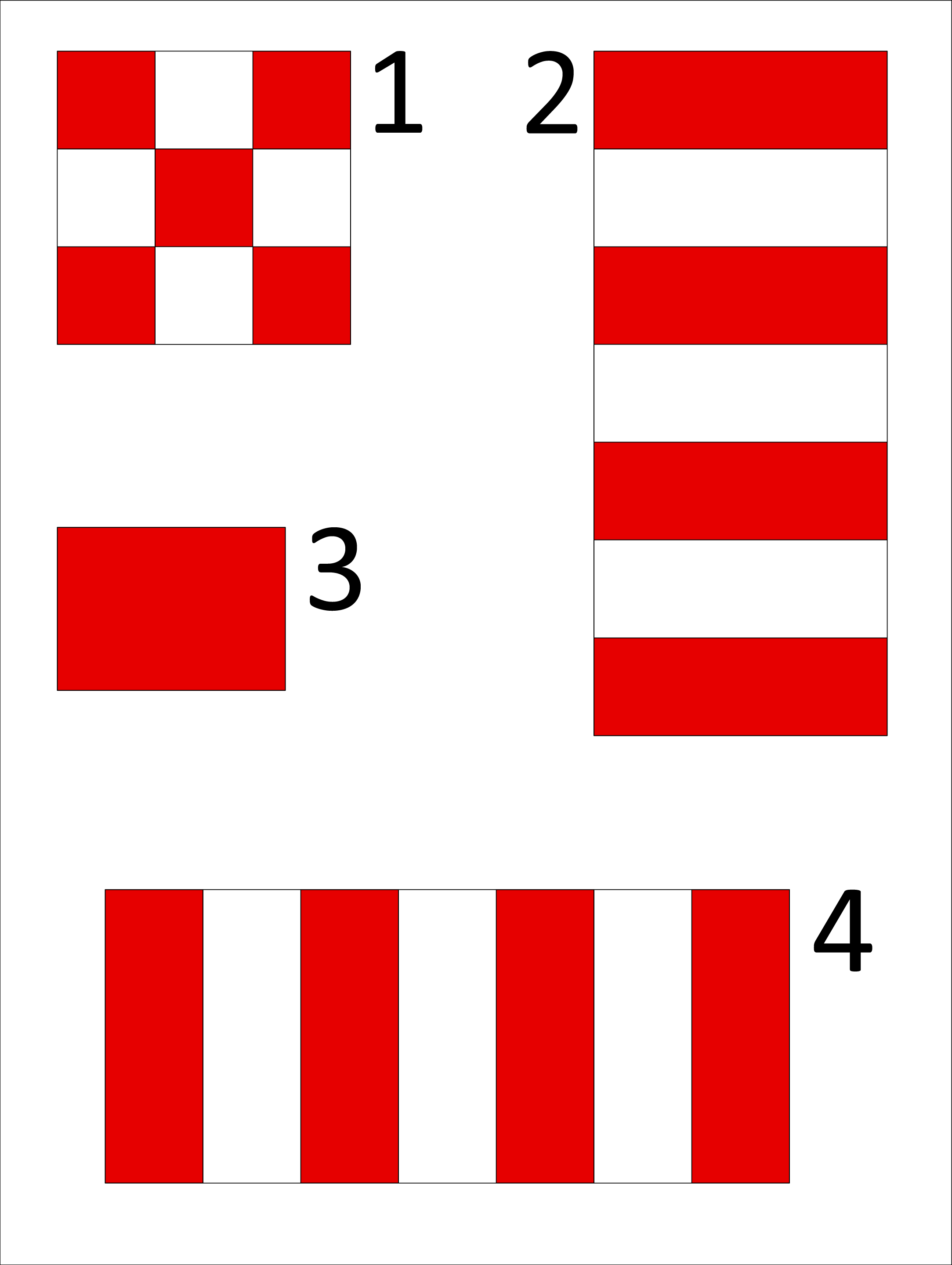
Segnali diurni per ostacoli fissi

Come accennato, se un ostacolo che fuoriesce da una OIS non può essere abbattuto, deve necessariamente essere segnalato.

### Segnalazione diurna
Per la segnalazione diurna, di norma vengono utilizzati i colori bianco, nero, rosso e arancione fra loro combinati e in netto contrasto tra di loro e tra loro e l'ambiente che li circonda. 
Gli ostacoli fissi dovrebbero mostrare:
- un disegno a quadri, se le dimensioni dell'ostacolo sono uguali o superiori a 4,5 m per lato. I quattro quadrati agli angoli del disegno a quadri non devono mai essere colorati di bianco (1);
- fasce orizzontali di colori alternati quando l'ostacolo è alto e stretto. I colori alle estremità inferiore e superiore devono essere diversi dal bianco (2);
- un unico colore, rosso o arancione, quando l'ostacolo è di modeste dimensioni (3);
- fasce verticali di colori alternati quando l'ostacolo è largo e basso. I colori alle estremità laterali devono essere diversi dal bianco (4.

Quando l'ostacolo è mobile, deve essere dei seguenti colori:
- rosso: per veicoli di emergenza (vigili del fuoco, ambulanze, ecc.);
- arancione o giallo: per i veicoli di servizio;
- bandiere a scacchi (solitamente bianchi e rossi): per tutti i veicoli che non presentano i colori sopracitati.

### Segnalazione notturna
Gli ostacoli devono anche essere segnalati attraverso luci di segnalazione o fari di pericolo. Queste luci devono essere visibili in tutte le direzioni e a notevole distanza.
Possono essere di intensità alta (high), media (medium) o bassa (low) a seconda dell'altezza e dell'estensione dell'ostacolo:
- Ostacolo che non infrange le OIS
  - alto meno di 150 m: nessuna segnalazione
  - alto più di 150 m: luci ad alta intensità (bianche lampeggianti)
- Ostacolo che infrange le OIS:
  - alto più di 150 m: luci ad alta intensità (bianche lampeggianti)
  - alto meno di 150 m
    - alto più di 45 m
      - non segnalato con pitturazioni: luci ad alta intensità (bianche lampeggianti)
      - segnalato con pitturazioni: luci a media intensità (rosse intermittenti) alla sommità dell'ostacolo e a media o bassa intensità (sempre rosse intermittenti) al di sotto dei 45 m

    - alto meno di 45 m: luci a bassa intensità (rosse fisse)